# 有鉸綱
有铰纲，又名尾茎纲（Pygocaulia），是腕足动物门的一个已廢止的纲級分類。
有鉸綱與無鉸綱相對，是腕足動物門中種類最多的一類。牠們的特徵是兩枚有鉸齒的碳酸鈣質殼瓣，以鉸鏈結構控制開合的動作。有鉸綱其兩殼間透過鉸齒和鉸槽偶合。無肛門，排泄器官為原腎。典型的腕足動物有一條肉莖，從其腹殼上的肉莖洞伸出，固著於海床中，又或用來清除會阻礙淤泥。

## 分類
有铰纲過往一直都没有统一的分目，只有许多超科。例如小穿孔贝（Terebratella）、穿孔贝（Terebratula）、準穿孔貝（Terebratulina）等。
下列為比較常見的有鉸綱分類：
- 有鉸綱（Articulata）
  - †原正形贝目（Protorthida）
  - †正形贝目（Orthida）
  - †五房贝目（Pentamerida）
  - 小嘴贝目（Rhynchonellida）
  - †石燕贝目（Spiriferida）
    - †無洞貝亞目（Atrypidina）
    - †無窗貝亞目（Athyridina）
    - †石燕貝亞目（Spiriferina）
    - †準石燕貝亞目（Spiriferinina）

  - 穿孔贝目（Terebratulida）
  - 鞘殼貝目（Thecideida）
  - †扭月贝目（Strophomenida）
  - †长身贝目（Productida）

現時有鉸綱的物種主要被分到小嘴貝型亞門。

## 參看
- 無脊椎動物古生物學論文（英语：Treatise on Invertebrate Paleontology） — 提及腕足動物門的新分類系統